# Kristliga arbetarförbundet
Kristliga arbetarförbundet (finska: Kristillinen työväenliitto, från 1917 Kristillinen työväenpuolue), var en 1906 i Finland sammanslutning av kristliga arbetarföreningar, som bildats efter storstrejken 1905. 
Kristliga arbetarförbundet var i realiteten ett kristligt-socialistiskt parti med tämligen radikalt program (förbundet var i övrigt inne på ungefär samma linjer som det socialdemokratiska partiet, men kunde inte godkänna dess ateism). Inom förbundet kämpade till en början två åsiktsriktningar om makten: en prästdominerad, som närmast sökte bundsförvanter i kampen mot den anstormande ateismen, och en annan, som önskade genomföra sociala reformer på kristlig grund; den senare fraktionen segrade. Där framträdde verkstadsarbetaren Antti Kaarna (1875–1924), förbundets mångårige ordförande och rörelsens ledare fram till 1918. Partiet erhöll 23 000 röster i lantdagsvalet 1909 och hade mellan 1907 och 1919 noll till två representanter i lantdagen (Kaarna och Matti Helenius-Seppälä, som särskilt under senare år i mycket kom att förkroppsliga partiets ideologi). Sitt starkaste väljarstöd hade Kristliga arbetarförbundet i Åbo och Björneborgs län, där den så kallade bedjarrörelsen var stark (den typ av kristendom partiets anhängare företrädde var i många fall en typisk väckelsekristendom), samt i Tammerfors och Helsingfors. I många politiska frågor valde Kristliga arbetarförbundet att stödja gammalfinnarna. 
Under finska inbördeskriget 1918 förhöll sig förbundet neutralt, vilket av de vita tolkades som ett ställningstagande för de upproriska. Dess verksamhet upphörde några år senare, varvid flera av dess namnkunnigaste medlemmar anslöt sig till socialdemokraterna.